# Douglassville, Texas
Douglassville là một thị trấn thuộc quận Cass, tiểu bang Texas, Hoa Kỳ. Năm 2010, dân số của thị trấn này là 229 người.

## Dân số
- Dân số năm 2000: 175 người.
- Dân số năm 2010: 229 người.